# Lijst van nummer 1-hits in de Nederlandse Single Top 100 in 2016
Deze hits stonden in 2016 op nummer 1 in de Nederlandse Single Top 100.
| Nummer | Datum        | Artiest                              | Titel                               |
| ------ | ------------ | ------------------------------------ | ----------------------------------- |
| 754    | 2 januari    | Justin Bieber                        | Love Yourself                       |
|        | 9 januari    | Justin Bieber                        | Love Yourself                       |
|        | 16 januari   | Justin Bieber                        | Love Yourself                       |
|        | 23 januari   | Justin Bieber                        | Love Yourself                       |
|        | 30 januari   | Justin Bieber                        | Love Yourself                       |
| 755    | 6 februari   | Mike Posner                          | I Took a Pill in Ibiza (SeeB remix) |
|        | 13 februari  | Mike Posner                          | I Took a Pill in Ibiza (SeeB remix) |
| 756    | 20 februari  | Lil' Kleine & Ronnie Flex            | Niet omdat het moet                 |
| 757    | 27 februari  | Rihanna & Drake                      | Work                                |
|        | 5 maart      | Rihanna & Drake                      | Work                                |
| 755    | 12 maart     | Mike Posner                          | I Took a Pill in Ibiza (SeeB remix) |
|        | 19 maart     | Mike Posner                          | I Took a Pill in Ibiza (SeeB remix) |
|        | 26 maart     | Mike Posner                          | I Took a Pill in Ibiza (SeeB remix) |
|        | 2 april      | Mike Posner                          | I Took a Pill in Ibiza (SeeB remix) |
|        | 9 april      | Mike Posner                          | I Took a Pill in Ibiza (SeeB remix) |
| 758    | 16 april     | Fifth Harmony & Ty Dolla Sign        | Work from Home                      |
| 759    | 23 april     | Drake, Wizkid & Kyla                 | One Dance                           |
|        | 30 april     | Drake, Wizkid & Kyla                 | One Dance                           |
|        | 7 mei        | Drake, Wizkid & Kyla                 | One Dance                           |
|        | 14 mei       | Drake, Wizkid & Kyla                 | One Dance                           |
|        | 21 mei       | Drake, Wizkid & Kyla                 | One Dance                           |
|        | 28 mei       | Drake, Wizkid & Kyla                 | One Dance                           |
|        | 4 juni       | Drake, Wizkid & Kyla                 | One Dance                           |
|        | 11 juni      | Drake, Wizkid & Kyla                 | One Dance                           |
|        | 18 juni      | Drake, Wizkid & Kyla                 | One Dance                           |
|        | 24 juni      | Drake, Wizkid & Kyla                 | One Dance                           |
|        | 2 juli       | Drake, Wizkid & Kyla                 | One Dance                           |
|        | 9 juli       | Drake, Wizkid & Kyla                 | One Dance                           |
|        | 16 juli      | Drake, Wizkid & Kyla                 | One Dance                           |
|        | 23 juli      | Drake, Wizkid & Kyla                 | One Dance                           |
| 760    | 30 juli      | Major Lazer, Justin Bieber & MØ      | Cold Water                          |
|        | 6 augustus   | Major Lazer, Justin Bieber & MØ      | Cold Water                          |
|        | 13 augustus  | Major Lazer, Justin Bieber & MØ      | Cold Water                          |
|        | 20 augustus  | Major Lazer, Justin Bieber & MØ      | Cold Water                          |
|        | 27 augustus  | Major Lazer, Justin Bieber & MØ      | Cold Water                          |
|        | 3 september  | Major Lazer, Justin Bieber & MØ      | Cold Water                          |
|        | 10 september | Major Lazer, Justin Bieber & MØ      | Cold Water                          |
| 761    | 17 september | DJ Snake & Justin Bieber             | Let me love you                     |
|        | 24 september | DJ Snake & Justin Bieber             | Let me love you                     |
|        | 1 oktober    | DJ Snake & Justin Bieber             | Let me love you                     |
|        | 8 oktober    | DJ Snake & Justin Bieber             | Let me love you                     |
|        | 15 oktober   | DJ Snake & Justin Bieber             | Let me love you                     |
|        | 22 oktober   | DJ Snake & Justin Bieber             | Let me love you                     |
|        | 29 oktober   | DJ Snake & Justin Bieber             | Let me love you                     |
| 762    | 5 november   | The Chainsmokers & Halsey            | Closer                              |
| 763    | 12 november  | Frenna, Jonna Fraser & Emms          | My love                             |
| 764    | 19 november  | The Weeknd & Daft Punk               | Starboy                             |
| 765    | 26 november  | James Arthur                         | Say you won't let go                |
| 766    | 3 december   | Clean Bandit, Sean Paul & Anne-Marie | Rockabye                            |
|        | 10 december  | Clean Bandit, Sean Paul & Anne Marie | Rockabye                            |
|        | 17 december  | Clean Bandit, Sean Paul & Anne Marie | Rockabye                            |
|        | 24 december  | Clean Bandit, Sean Paul & Anne Marie | Rockabye                            |
| 767    | 31 december  | Mariah Carey                         | All I want for Christmas is you     |